# Бургайєт
За́мок Бургайє́т — великий укріплений будинок, розташований в окрузі Мат в Албанії. Він був місцем народження і родинним маєтком короля й президента Албанії Ахмета Зогу.
Його родина підтримувала феодальні традиції і правила в окрузі й була великим землевласником.
Після того як Зогу посів трон, він переніс свою резиденцію у палац у Тирані (літній палац Зогу розмістив у Дюрреші). У зв'язку з цим замок Бургайєт прийшов у занепад.
Перед тим як Зогу був змушений тікати з Албанії, він мав амбіційні плани з відбудови замку, але план так і лишився планом; у часи його правління, однак, на замку висіла меморіальна дошка, яка сповіщала, що тут народився король Зогу. Коли його запитали, чому він так і не відбудував Бургайєт, Зогу відповідав: «Я був дуже заклопотаний відбудовою моєї країни.»